# Apíron
L'apíron (en grec antic: ἄπειρον, àpeiron; literalment, 'il·limitat, innúmer, infinit') és un concepte cosmològic introduït pel filòsof grec Anaximandre el segle vi aC i que designa el principi original o arque que cercaven els membres de l'escola milèsia. Tot i que s'ha perdut la major part de l'obra d'Anaximandre, pel que s'en conserva se sap que aquesta substància primigènia era el que anomenava apíron, que significa il·limitat, indefinit i indeterminat, principi i element constituent de tot allò que existeix.
L'apíron mai no ha rebut una definició precisa i s'ha interpretat generalment (per exemple, per part d'Aristòtil i Agustí d'Hipona) com una mena de caos primigeni. Representava els principis oposats de calor i fred, sec i moll, i governava el moviment de les coses. Les formes i diferències que hi ha al món també hi troben el seu origen.